# Al-Abwab
Al-Abwab (engl. El-Abwab) war ein mittelalterliches, christliches Königreich im heutigen Sudan.
Über al-Abwab ist bisher nur wenig bekannt. Es erscheint meist nur in arabischen Quellen, in denen mehrmals von den Königen von Makuria die Rede ist. Bei wiederholten arabischen Angriffen auf Makuria floh dessen Herrscher nach al-Abwab, wobei sich dieser Staat oftmals auf die Seite der Araber stellte und die in El-Abwab Schutz suchenden Herrscher an die Araber auslieferte.
Die nördliche Grenze von al-Abwab lag wohl am 5. Nilkatarakt. Es scheint sich um ein Vasallenkönigreich von Alwa gehandelt zu haben. Nur ein König von al-Abwab ist mit Namen bekannt: Adur. Dieser regierte um 1286 bis etwa 1292.